# Šípy
Šípy (Duits: Schippen) is een Tsjechische gemeente in de regio Midden-Bohemen en maakt deel uit van het district Rakovník. Het dorp ligt op 13 km afstand van de stad Rakovník.
Šípy telt 160 inwoners.

## Geografie
De gemeente Šípy bestaat uit de volgende plaatsen:
- Šípy;
- Bělbožice;
- Milíčov.

## Geschiedenis
De eerste schriftelijke vermelding van het dorp dateert van 1410.
Van 1 januari 1980 tot 23 november 1990 maakte Šípy deel uit van de gemeente Čistá. Sinds 2003 is Šípy, net als vóór 1980, een zelfstandige gemeente binnen het Rakovníkdistrict.

## Bezienswaardigheden
- Barokken standbeeld van Sint Jan van Nepomuk uit 1724 op het dorpsplein[2]

## Verkeer en vervoer

### Autowegen
Er leiden regionale wegen naar het dorp.

### Spoorlijnen
Er is geen spoorlijn of station binnen de gemeente. Het dichtstbijzijnde station is Čistá op 4 km afstand van het dorp. Dat station ligt aan spoorlijn 162 Rakovník - Mladotice - Kralovice.

### Buslijnen
Er halteert op werkdagen 4 keer per dag een buslijn Rakovník - Čistá - Kůzová in het dorp (vervoerder: Transdev Střední Čechy).
In het weekend halteert er geen bus in het dorp.

## Galerij

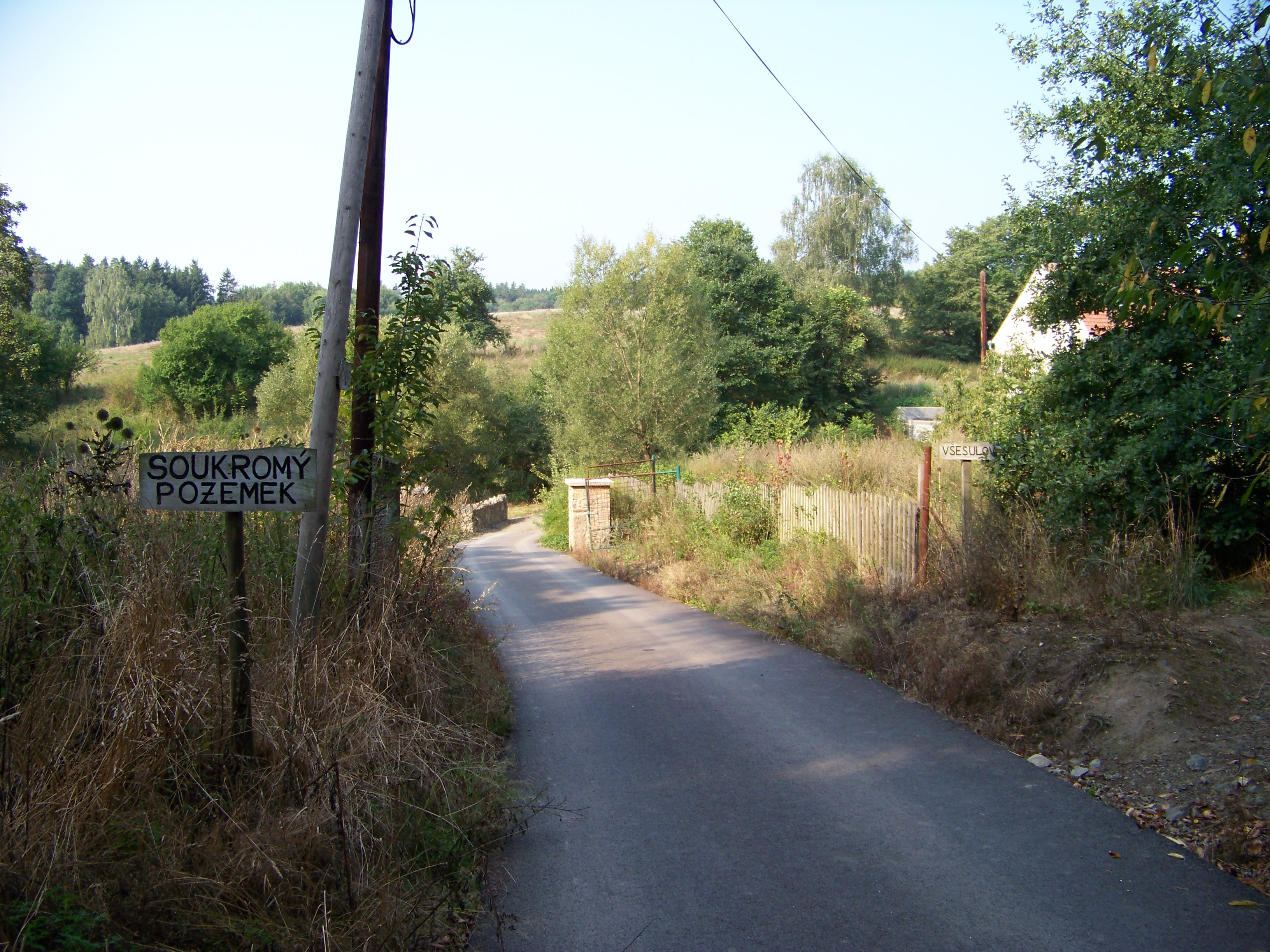
Weg bij de dorpsmolen
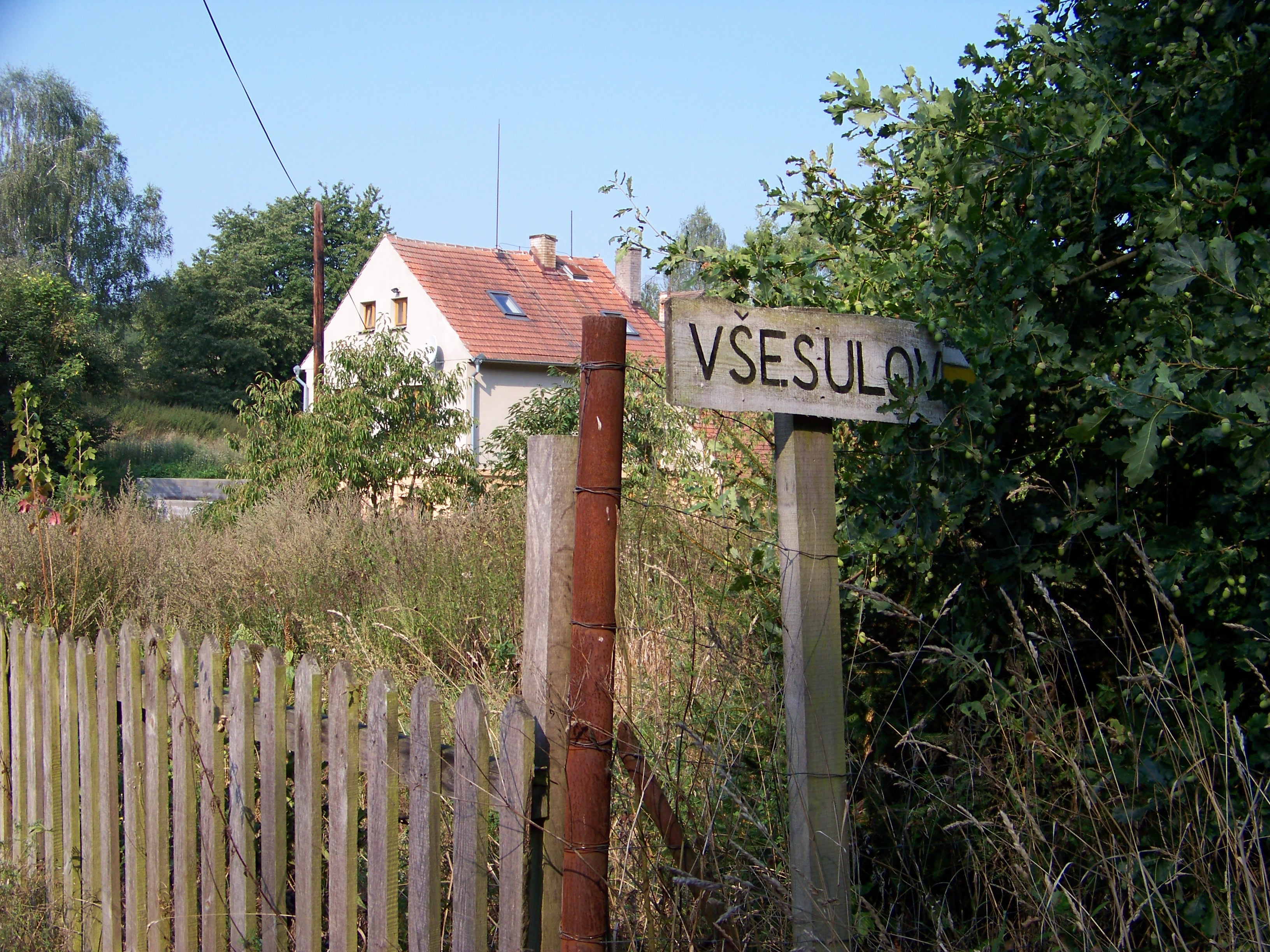
Huis nabij de dorpsmolen
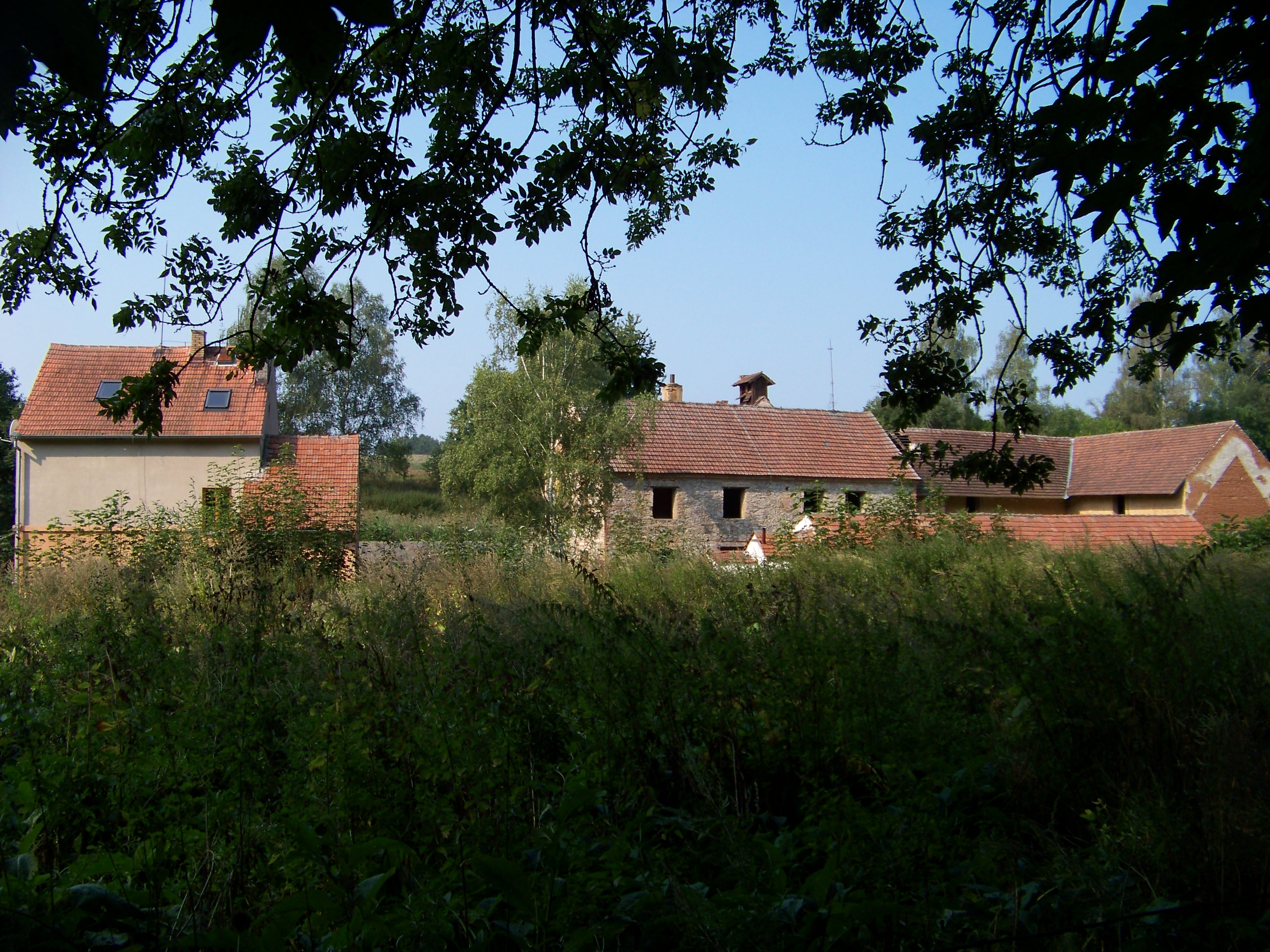
Huizen in Šípy
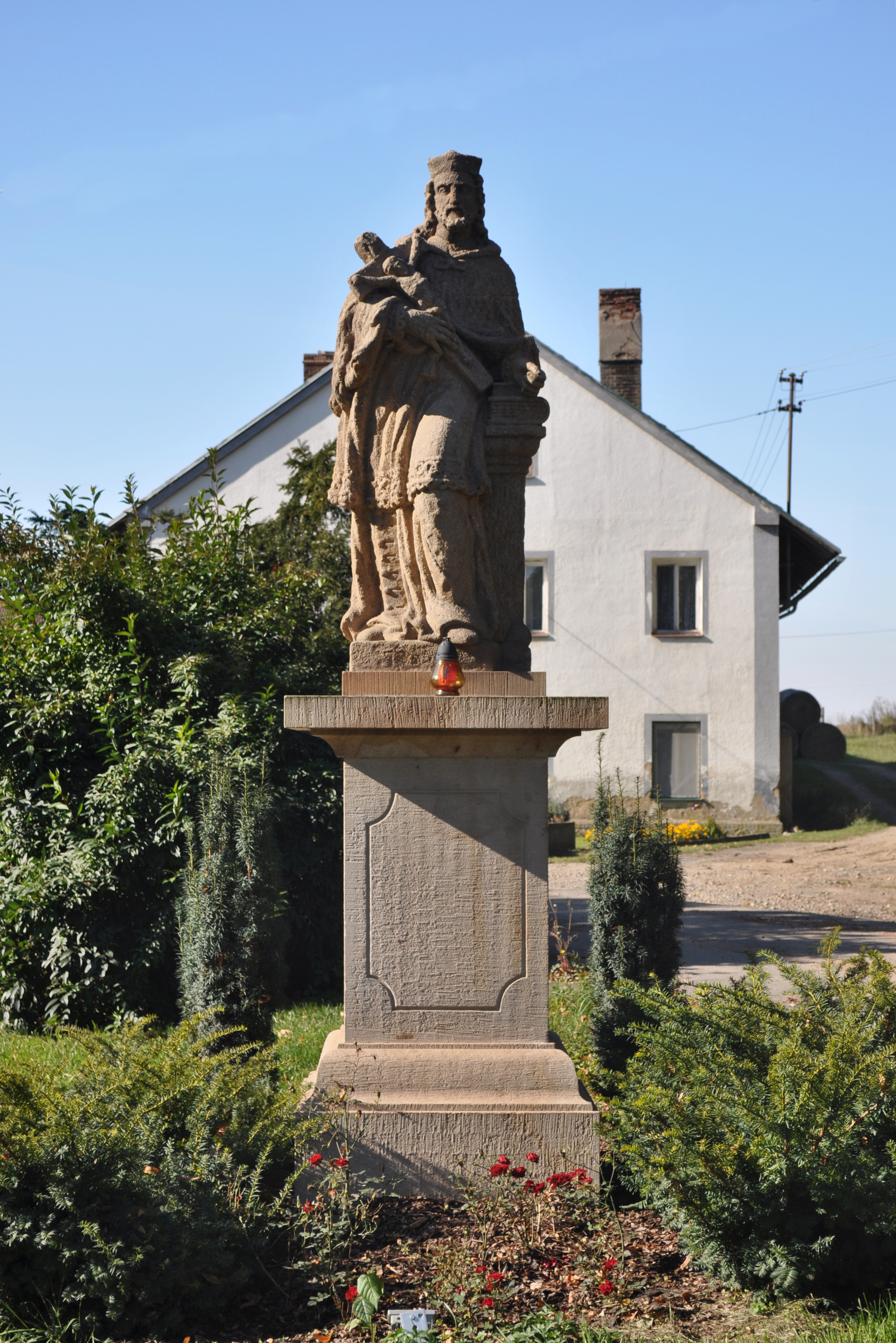
Standbeeld van Johannes van Nepomuk